# Yenidze

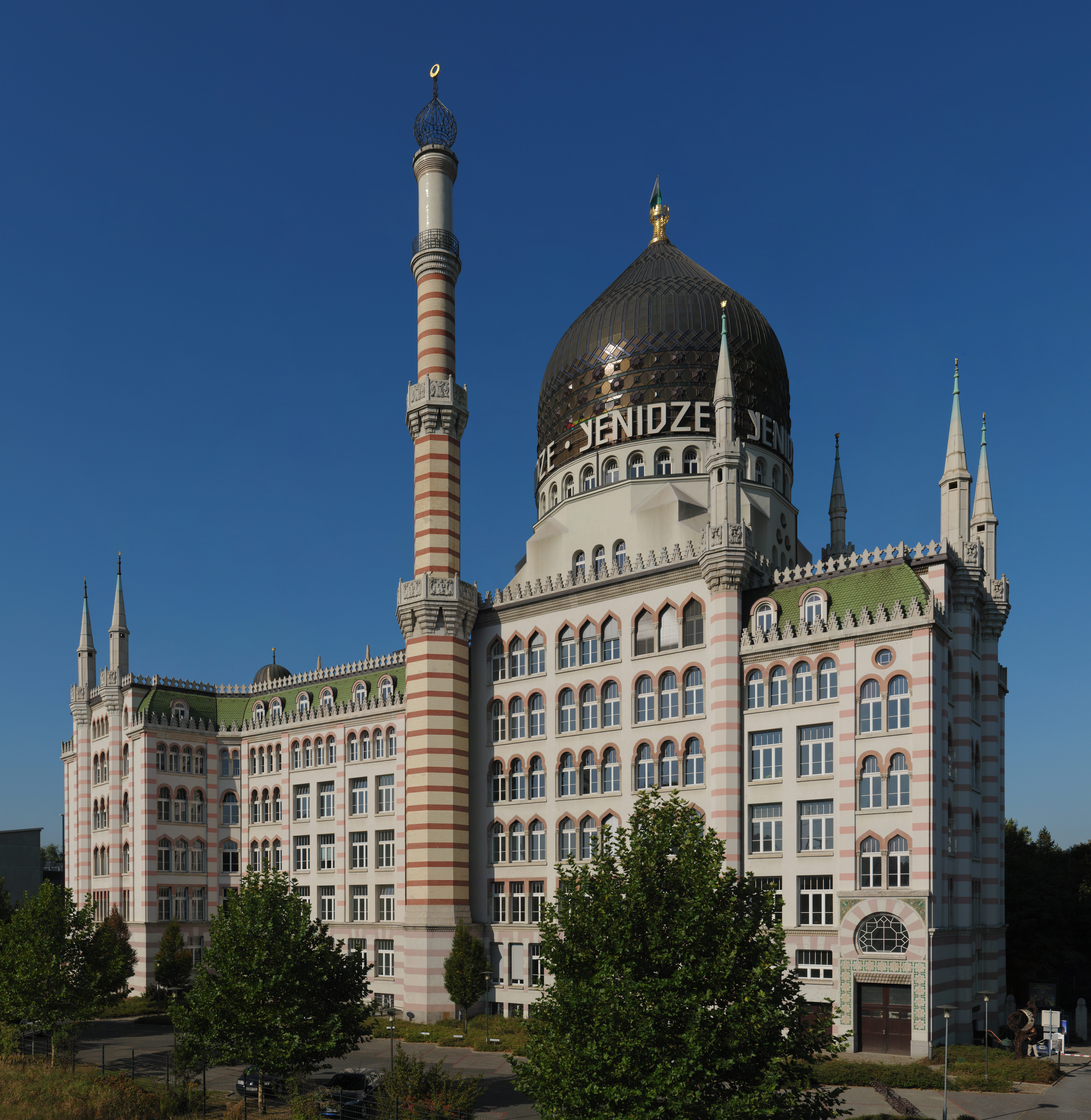
Das Fabrikgebäude

Yenidze är en tidigare tobaksfabrik som genom sin i Dresden unika utformning i orientalisk stil är en arkitektonisk sevärdhet. Yenidze byggdes 1908–1909 på uppdrag av fabrikören Hugo Zietz som ägde cigarettillverkaren Orientalische Tabak- und Cigarettenfabrik Yenidze.
Namnet på företaget och byggnaden kommer från att tobaken odlades i Yenidze – dagens Giannitsa – i norra Grekland, då en del av Osmanska riket. Orsaken till den ovanliga utformningen var ett förbud mot att bygga byggnader som såg ut som fabriker i Dresdens centrum. Samtidigt ville Zeitz skapa ett landmärke som gjorde reklam för företagets produkter.
Verksamheten såldes av Zeitz 1924 till Reemtsma. Under andra världskriget förstördes byggnaden men återuppbyggdes. Byggnaden togs över av VEB Tabakkontor och användes för lagring av råtobak. 1996 renoverades byggnaden och är idag ett kontorshus med utomhusservering på taket. 